# Gräddporing
Gräddporing (Cinereomyces lenis) är en svampart som först beskrevs av Petter Adolf Karsten, och fick sitt nu gällande namn av Spirin 2005. Gräddporing ingår i släktet Cinereomyces och familjen Polyporaceae.  Arten är reproducerande i Sverige. Inga underarter finns listade i Catalogue of Life.